# هيمبستيد
هيمبستيد (بالإنجليزية: Hempstead)‏ هي مدينة أمريكية تقع في ولاية تكساس.تبلغ مساحة هذه المدينة 12.9 (كم²)،ويبلغ عدد سكانها 4691 نسمة حسب إحصاء سنة 2010 م. تشير إحصاءات سنة 2000م بأن الكثافة السكانية في هذه المدينة تقدر بـ(943.8) نسمة/كم2.

## التركيبة السكانية
حدّد مكتب تعداد الولايات المتحدة بيانات التركيبة السكانية لهيمبستيد في تعداد الولايات المتحدة. في ما يلي، التركيبة السكانية حسب تعدادي 2000 و2010.

### تعداد عام 2000
بلغ عدد سكان هيمبستيد 4,691 نسمة بحسب تعداد عام 2000، وبلغ عدد الأسر 1,663 أسرة وعدد العائلات 1,125 عائلة مقيمة في المدينة. في حين سجلت الكثافة السكانية 276.1 نسمة لكل كيلومتر مربع (715.1/ميل2). وبلغ عدد الوحدات السكنية 1,848 وحدة بمتوسط كثافة قدره 108.8 لكل كيلومتر مربع (281.8/ميل2).
وتوزع التركيب العرقي للمدينة بنسبة 39.86% من البيض و43.44% من الأمريكيين الأفارقة و0.15% من الأمريكيين الأصليين و0.19% من الأمريكيين ذوي الأصول الآسيوية و0.02% من سكان جزر المحيط الهادئ و14.65% من الأعراق الأخرى و1.68% من عرقين مختلطين أو أكثر و24.77% من الهسبانيون أو اللاتينيون من أي عرق.
بلغ عدد الأسر 1,663 أسرة كانت نسبة 40% منها لديها أطفال تحت سن الثامنة عشر تعيش معهم، وبلغت نسبة الأزواج القاطنين مع بعضهم البعض 41.3% من أصل المجموع الكلي للأسر، ونسبة 20.1% من الأسر كان لديها معيلات من الإناث دون وجود شريك، بينما كانت نسبة 6.2% من الأسر لديها معيلون من الذكور دون وجود شريكة وكانت نسبة 32.4% من غير العائلات. تألفت نسبة 26.3% من أصل جميع الأسر من عدة أفراد يعيشون في نفس المنزل ونسبة 10% كانت تتألف من شخص يعيش بمفرده يبلغ من العمر 65 عاماً أو أكثر. وبلغ متوسط حجم الأسرة المعيشية 2.73، أما متوسط حجم العائلات فبلغ 3.35.
بلغ العمر الوسطي للسكان 29.3 عاماً. وكانت نسبة 29.3% من القاطنين تحت سن الثامنة عشر، وكانت نسبة 13.8% بين الثامنة عشر والرابعة والعشرين عاماً، ونسبة 25.5% كانت واقعةً في الفئة العمرية ما بين الخامسة والعشرين والرابعة والأربعين عاماً، ونسبة 17.6% كانت ما بين الخامسة والأربعين والرابعة والستين، ونسبة 10.6% كانت ضمن فئة الخامسة والستين عاماً فما فوق. يوجد لكل 100 أنثى 96.6 ذكر، ويوجد لكل 100 أنثى في الثامنة عشر من عمرها فما فوق 90.6 ذكر.
بلغ متوسط دخل الأسرة في المدينة 24,095 دولارًا، أما متوسط دخل العائلة فبلغ 29,744 دولارًا. وكان متوسط دخل الذكور 26,673 دولارًا مقابل 20,938 دولارًا للإناث. وسجل دخل الفرد الخاص بالمدينة 11,560 دولارًا. وكانت نسبة 22.9% من العائلات ونسبة 29.9% من السكان تحت خط الفقر، وكان من هؤلاء نسبة 37.8% تحت سن الثامنة عشر ونسبة 25.5% في الخامسة والستين من العمر وما فوق.

### تعداد عام 2010
بلغ عدد سكان هيمبستيد 5,770 نسمة بحسب تعداد عام 2010، وبلغ عدد الأسر 2,010 أسرة وعدد العائلات 1,360 عائلة مقيمة في المدينة. في حين سجلت الكثافة السكانية 339.6 نسمة لكل كيلومتر مربع (879.6/ميل2). وبلغ عدد الوحدات السكنية 2,220 وحدة بمتوسط كثافة قدره 130.7 لكل كيلومتر مربع (338.5/ميل2).
وتوزع التركيب العرقي للمدينة بنسبة 36.76% من البيض و38.86% من الأمريكيين الأفارقة و1.37% من الأمريكيين الأصليين و0.57% من الأمريكيين ذوي الأصول الآسيوية و0.05% من سكان جزر المحيط الهادئ و20.16% من الأعراق الأخرى و2.24% من عرقين مختلطين أو أكثر و37.40% من الهسبانيون أو اللاتينيون من أي عرق.
بلغ عدد الأسر 2,010 أسرة كانت نسبة 43.6% منها لديها أطفال تحت سن الثامنة عشر تعيش معهم، وبلغت نسبة الأزواج القاطنين مع بعضهم البعض 37.7% من أصل المجموع الكلي للأسر، ونسبة 22.8% من الأسر كان لديها معيلات من الإناث دون وجود شريك، بينما كانت نسبة 7.2% من الأسر لديها معيلون من الذكور دون وجود شريكة وكانت نسبة 32.3% من غير العائلات. تألفت نسبة 25.5% من أصل جميع الأسر من عدة أفراد يعيشون في نفس المنزل ونسبة 9.2% كانت تتألف من شخص يعيش بمفرده يبلغ من العمر 65 عاماً أو أكثر. وبلغ متوسط حجم الأسرة المعيشية 2.81، أما متوسط حجم العائلات فبلغ 3.42.
بلغ العمر الوسطي للسكان 27.9 عاماً. وكانت نسبة 30.6% من القاطنين تحت سن الثامنة عشر، وكانت نسبة 14.7% بين الثامنة عشر والرابعة والعشرين عاماً، ونسبة 25.4% كانت واقعةً في الفئة العمرية ما بين الخامسة والعشرين والرابعة والأربعين عاماً، ونسبة 20.1% كانت ما بين الخامسة والأربعين والرابعة والستين، ونسبة 9.2% كانت ضمن فئة الخامسة والستين عاماً فما فوق. وتوزع التركيب الجنسي للسكان بنسبة 48.7% ذكور و51.3% إناث.

## أعلام
- جون هنتر هيرندون
- سينثيا بوند
- أليس مورس إيرل
- هارفي وليامز
- نورس رايت كوني